# Alexander Jakowlewitsch Askoldow
Alexander Jakowlewitsch Askoldow (russisch Александр Яковлевич Аскольдов; geboren am 17. Februar 1932 in Moskau; gestorben am 21. Mai 2018 in Göteborg) war ein russischer Filmregisseur und Schriftsteller.
Sein erster und einziger Spielfilm Die Kommissarin von 1967 fiel dem Verbot durch die Filmzensur zum Opfer, ohne einmal aufgeführt worden zu sein, und blieb 20 Jahre lang unbekannt; Askoldow durfte nicht weiter als Regisseur arbeiten. Erst mit dem politischen Wandel in der Sowjetunion Ende der 1980er Jahre und der Glasnost in der sowjetischen Kulturpolitik kam Askoldows Werk zu späten nationalen und internationalen Ehrungen.

## Theater- und Filmkritiker 1955–1964
1955 schloss Askoldow an der Moskauer Staatsuniversität ein literaturwissenschaftliches Studium ab. Im Zentrum seiner wissenschaftlichen Tätigkeit standen die Werke Michail Bulgakows und Maxim Gorkis, außerdem hielt er Vorträge und war als Theater- und Filmkritiker tätig sowie als dramaturgischer Berater, u. a. für das Puschkin-Theater in Leningrad.
Als Mitarbeiter beim sowjetischen Kulturministerium und Funktionär bei der staatlichen Filmproduktions- und Zensurbehörde Goskino gewann Askoldow in den folgenden Jahren vertieften Einblick in die Bedingungen der sowjetischen Filmproduktion. 1964 gab er die Behördentätigkeit auf, um selbst kreativ zu arbeiten.

## Regisseur 1964–1967
Askoldow absolvierte eine Ausbildung zum Filmregisseur. Als Abschlussarbeit legte er 1967 seinem früheren Arbeitgeber, der Goskino, den Spielfilm Die Kommissarin zur Begutachtung vor.
Das Drehbuch, ebenfalls von Askoldow verfasst, beruht auf Motiven der Erzählung In der Stadt Berditschew (В городе Бердичеве) von Wassili Grossman: Während des Russischen Bürgerkriegs quartiert sich eine Politkommissarin der Roten Armee in einer kleinen Stadt bei einer jüdischen Familie ein und wird von ihrer Armee-Einheit dort zurückgelassen, um ihr Kind zu gebären.
Askoldow kontrastierte die trügerische Familienidylle in Voraus- und Rückblenden mit der brutalen Gewalt des Revolutionskrieges und verband die Bedrohung der jüdischen Zivilbevölkerung in der Ukraine durch die allgegenwärtige Pogromgefahr mit Visionen von der Vernichtung der jüdischen Bevölkerung Osteuropas im Holocaust nach dem nationalsozialistischen Überfall auf die Sowjetunion.
Von den Pogromen des Bürgerkriegs wie vom Holocaust war u. a. die jüdische Gemeinde der realen Stadt Berditschew betroffen; in Askoldows Film hat die Stadt allerdings keinen Namen.

## Filmzensur und Berufsverbot 1967–1987
Die Kommissarin wurde von der Zensurbehörde umgehend als staatsfeindlich verboten und in den Mosfilm-Studios unter Verschluss gehalten. Askoldow wurde aus der Kommunistischen Partei ausgeschlossen, musste Moskau verlassen und durfte fortan nicht mehr als Regisseur arbeiten. Damit hatte Askoldow quasi Arbeitsverbot, er musste von Gelegenheitsarbeiten leben, u. a. in einer Tischler- und Betonmischer-Brigade in Kasan.
Gegen Ende der 1970er Jahre erlangte Askoldow stillschweigende Rehabilitation, er bekam sein Parteibuch zurück, konnte nach Moskau zurückkehren und durfte auch wieder im kulturellen Bereich arbeiten – seit 1980 organisierte er Veranstaltungen in einem Musiktheater –, nur einen Spielfilm durfte er nicht mehr drehen.

## Späte Ehrungen ab 1988
Volle Rehabilitation und Würdigung seiner künstlerischen Leistung erhielt Askoldow erst in der Gorbatschow-Ära, wenn auch etwas mühsam: Sein Film erlebte die Erstaufführung 20 Jahre nach der Produktion im Rahmen des Moskauer Filmfestivals 1987 erst auf direkte Intervention des Regisseurs hin.
1986 hatte zwar eine eigens für die Rehabilitation einst gebannter Filme und Filmemacher eingesetzte Konflikt-Kommission entschieden, dass Die Kommissarin unzensiert wiederhergestellt und veröffentlicht werden sollte, aber bei der Goskino war keine Reaktion erfolgt. So war Askoldows Film im Programm des Moskauer Festivals 1987 nicht vorgesehen, obwohl dieses Festival eine fröhliche Feier der Glasnost-Kulturpolitik werden sollte. Askoldow selbst wies als ungeladener Gast einer Pressekonferenz auf sein Werk hin und erreichte eine improvisierte Aufführung im Rahmen des Festivals für den nächsten Tag – damit war der Film öffentlich geworden und wurde im folgenden Jahr in den Kinos und auf Filmfestivals weltweit gezeigt.
Seine Uraufführung im eigentlichen Sinne fand bei der Berlinale 1988 statt: Die Kommissarin wurde als Meisterwerk gefeiert und mit mehreren Preisen ausgezeichnet, unter anderem mit dem Silbernen Bären. In der damals noch existierenden DDR dagegen wurde der Film 1988 nach wenigen Aufführungen ein weiteres Mal verboten.
Der Regisseur lebte nach 1987 in Berlin und Moskau und unterrichtete an Filmschulen in verschiedenen europäischen Ländern.
1998 veröffentlichte Askoldow den Roman Heimkehr nach Jerusalem, der u. a. ins Deutsche übersetzt wurde.

## Trivia
In Otar Iosselianis Film Jagd auf Schmetterlinge (franz. La Chasse aux papillons) von 1992 hat Askoldow einen Cameo-Auftritt als er selbst.

## Werke
als Filmregisseur und Drehbuchautor:
- Die Kommissarin (russ. Комиссар), Moskau 1967/1988

als Schriftsteller:
- Heimkehr nach Jerusalem. Aus dem Russischen von Antje Leetz, Verlag Volk und Welt, Berlin 1998, ISBN 978-3353011374.